# Ervino Pocar
Ervino Pocar (Pirano, 4 aprile 1892 – Milano, 17 agosto 1981) è stato un germanista e traduttore italiano.

## Biografia
Nacque in Istria da una famiglia d'origini contadine, figlio di Giovanni e Giovanna Maria, in un casolare presso la località Vignole, primogenito di quattro fratelli: oltre a lui, Edoardo, l'artista futurista Sofronio ed Ebi. Fin da piccolo ebbe contatti con le lingue friulana e slovena, e dalle scuole elementari iniziò a studiare il tedesco. Dopo i primi anni a Trasaghis si trasferì con la famiglia a Gorizia, dove studiò presso il Liceo tedesco dal 1903 fino al conseguimento del diploma di maturità (1911). Nel 1912 si iscrisse alla Facoltà di Filosofia dell'Università di Vienna, seguendo lo stesso itinerario di Luigi Visintin che gli fu amico; la prima guerra mondiale interruppe i suoi studi poco prima della laurea che, programmata per il 1915, fu conseguita nell'ottobre 1917; Pocar partecipò al conflitto mondiale, venendo fatto prigioniero e confinato nel 1915 perché irredentista. Tornato a Gorizia, insegnò per un breve periodo e, dopo aver fatto vari lavori (tra cui bibliotecario e impiegato), divenne traduttore dal tedesco. Sposò Cesi De Rosa, originaria di Portoferraio, che morì pochi anni dopo le nozze, nel 1934. Proprio nel 1934 divenne traduttore ufficiale dal tedesco per la casa editrice Arnoldo Mondadori. L'attività di traduttore lo accompagnò per tutta la vita: fra i numerosi riconoscimenti ricevuti per le sue opere vi è il premio della "Fédération Internationale des traducteurs", conferitogli a Stoccolma nel 1970. Tra gli autori tradotti si ricordano: Hans Christian Andersen Hugo von Hofmannsthal, Knut Hamsun, Lion Feuchtwanger, Franz Grillparzer, Novalis, Hermann Hesse, Thomas Mann, Erich Maria Remarque, Frank Wedekind, Ernst Cassirer, Franz Kafka, Heinrich von Kleist, Carl von Czoernig-Czernhausen. Nel 1977 gli fu conferita la laurea honoris causa in lingue e letterature straniere dall'Università degli Studi di Trieste. Poco prima della morte era ancora attivo come traduttore, nonostante i quasi 90 anni. Fu anche presidente onorario dell'Associazione Italiana Traduttori e Interpreti e membro della giuria del Premio Monselice.

## Opere

Pocar nel 1919

### Curatele
- Poesia tedesca, Milano, Mondadori, 1964

### Carteggi
- La lotta con il tempo e con la parola. Carteggio 1967-1981 (con Celso Macor), edizione a cura di Gabriele Zanello, prefazione di Renate Lunzer, Trieste - Gorizia, Libreria antiquaria Drogheria 28 - Biblioteca Statale Isontina, 2019

### Traduzioni
- Oswald Külpe, La filosofia odierna in Germania, Torino, Fratelli Bocca, 1922
- Heinrich Eduard Jacob, Jacqueline tra i giapponesi, Milano, Sperling & Kupfer, 1930
- Gottfried Keller, Sette leggende e altre novelle, Torino, UTET, 1930
- Lev Trotsky, La mia vita, Milano, Mondadori, 1930
- Jens Peter Jacobsen, Niels Lyhne, Lanciano, Carabba, 1930
- A.T. Vassiljev, La polizia segreta degli zar: l'"Ochrana", Milano, Mondadori, 1930
- Hans Christian Andersen, Racconti e fiabe, Torino, UTET, 1931
- Bjørnstjerne Bjørnson, Al di là delle nostre forze; Quando fiorisce il vino nuovo, Torino, UTET, 1931
- Giulio Kugy, Dalla vita di un alpinista, vol. I, Le Alpi Giulie, Milano, L'Eroica, 1932
- Giulio Kugy, Dalla vita di un alpinista, vol. II, Dalle Carniche alla Savoia, Milano, L'Eroica, 1932
- Oscar von Wertheimer, Cleopatra, Milano, Mondadori, 1932
- Hans Roger Madol, L'enigma di Luigi XVII: 1785-1845, Milano, Mondadori, 1932
- Nora Fugger, Gli splendori di un Impero: l'Austria di Francesco Giuseppe, Milano, Mondadori, 1932
- Edgar Wallace, I tre Giusti, Milano, Mondadori, 1932
- Erich Maria Remarque, La via del ritorno, Milano, Mondadori, 1932
- Lion Feuchtwanger, La fine di Gerusalemme, Milano, Mondadori, 1933
- Wilhelm von Scholz, Perpetua, Milano, Mondadori, 1933
- Bernhard Kellermann, Vertigine, Milano, Mondadori, 1933
- Bengt Berg, Abu Marùb: con la macchina da presa tra elefanti e cicogne giganti, Milano, Mondadori, 1934
- Bengt Berg, Il mio amico piviere, Milano, Mondadori, 1935
- Adrienne Thomas, Per tre quarti curiosità, Milano, Mondadori, 1935
- Ernst Cassirer, La filosofia dell'Illuminismo, Firenze, La Nuova Italia, 1936
- Lion Feuchtwanger, Il giudeo di Roma, Milano, Mondadori, 1936
- Lotte Lehmann, La danza della vita, Milano, Mondadori, 1937
- Alexander Lernet-Holenia, Lo stendardo, Milano, Mondadori, 1938
- Hans Grimm, Il tribunale nel Karru e altri racconti, Milano, Mondadori, 1939
- Hans Caspar von Zobeltitz, Come lui ce n'è uno solo, Milano, Mondadori, 1940
- Hans Friederich Blunck, Donne nel giardino, Milano, Sperling & Kupfer, 1941
- Knut Hamsun, Pan. L'estrema gioia, Milano, Mondadori, 1941
- Knut Hamsun, Vagabondi, Milano, Mondadori, 1942
- Theodor Storm, In pieno sole, Milano, Editoriale Ultra, 1944.
- Arthur Schopenhauer, La vita saggia, Milano, Ultra, 1945
- Bjørnstjerne Bjørnson, I romanzi, Milano, Ultra, 1946
- Lion Feuchtwanger, I fratelli Oppenheim, Milano, Mondadori, 1946
- Hermann Hesse, Il lupo della steppa, Milano, Mondadori, 1946
- Hermann Leser, Il problema pedagogico, Firenze, La Nuova Italia, 1946
- Joseph Roth, Il peso falso, Milano, Mondadori, 1946
- Lion Feuchtwanger, Simonetta, Milano, Mondadori, 1946
- Max Picard, Hitler in noi stessi, Milano-Roma, Rizzoli, 1947
- Friderike Maria Zweig, Stefan Zweig, compagno della mia vita, Milano, Rizzoli, 1947
- Carl Jacob Burckhardt, Incontro con Rilke, Milano, Cederna, 1948
- Carl Jacob Burckhardt, Ricordi di Hofmannsthal, Milano, Cederna, 1948
- Alfred Neumann, Erano in sei, Milano, Mondadori, 1948
- Lion Feuchtwanger, Il giorno verrà, Milano, Mondadori, 1948
- Robert Neumann, Vita di Sir Basilio Zaharoff il re delle armi, Milano, Mondadori, 1948
- Lion Feuchtwanger, La trilogia di Giuseppe, Milano, Mondadori, 1933-1949
- Gotthard Jedlicka, Sisley, Milano, Martello, 1949
- Thomas Mann, Doctor Faustus, Milano, Mondadori, 1949
- Aldo Oberdorfer, Giuseppe Verdi, Milano, Mondadori, 1949
- Erich Maria Remarque, Tre camerati, Milano, Mondadori, 1949
- Alfred Neumann, Gli amici del popolo, Milano, Mondadori, 1950
- Max Chop, L'Anello del Nibelungo di Richard Wagner, Milano, Mondadori, 1950
- E.T.A. Hoffmann, L'uomo della sabbia e altri racconti, Milano, Rizzoli, 1950
- Henrik Ibsen, Casa di bambola; Gian Gabriele Borkman, Milano, Mondadori, 1950
- Georg Schmidt (a cura di), Van Gogh, Milano, Martello, 1950
- Ernst Wiechert, Missa sine nomine, Milano, Mondadori, 1951
- Wilhelm Hauff, Nano Nasone e altri racconti, Milano, Mondadori, 1951
- Hermann Hesse, Peter Camenzind, Milano, Aldo Martello Editore, 1951; Milano, Mondadori, 1980
- Hermann Hesse, Demian, Milano, Aldo Martello Editore, 1952; Milano, Mondadori, 1976
- Rudolf Erich Raspe, Le avventure del barone di Münchhausen, Milano, Mondadori, 1952
- Franz Werfel, Barbara, Milano, Mondadori, 1952
- Thomas Mann, I Buddenbrook: decadenza di una famiglia, Milano, Mondadori, 1952
- Alfred Neumann, Il diavolo, Milano, Mondadori, 1952
- Max Chop, Le nove sinfonie di Beethoven, Milano, Mondadori, 1952
- Jakob Grimm; Wilhelm Grimm, Pollicino in viaggio e altre fiabe, Milano, Mondadori, 1952
- Thomas Mann, Romanzo d'un romanzo:la genesi del Doctor Faustus e altre pagine autobiografiche, Milano, Mondadori, 1952
- Erich Maria Remarque, L'ultima scintilla, Milano, Mondadori, 1952
- Ernst Wiechert, Il bufalo bianco e altri racconti, Milano, Mondadori, 1953
- Lion Feuchtwanger, Cayetana amante e strega, Milano, Mondadori, 1953
- Fritz Strich, Classicismo e romanticismo tedesco, Milano-Roma, Bompiani, 1953
- Theodor Storm, Il curatore Carsten e altri racconti, Milano, Mondadori, 1953
- Franz Kafka, Diario (1910-1923), Milano, Mondadori, 1953
- Alfred Neumann, Il patto, Milano, Mondadori, 1953
- Jeremias Gotthelf, Uli, il servo, Milano, Mondadori, 1953
- Franz Kafka, Lettere a Milena, Milano, Mondadori, 1954
- Erich Maria Remarque, Tempo di vivere, tempo di morire, Milano, Mondadori, 1954
- Hermann Hesse, Il giuoco delle perle di vetro, Milano, Mondadori, 1955
- Thomas Mann, Romanzi brevi, Milano, Mondadori, 1955 (con altri)
- Thomas Mann, Le teste scambiate, Milano, Mondadori, 1955
- Max Brod, Franz Kafka: una biografia, Milano, Mondadori, 1956
- Leonhard Frank, Mathilde, Milano, Mondadori, 1956
- Frank Thiess, La libertà della foresta, Milano, Martello, 1956
- Arnold Zweig, Tregua d'armi, Milano, Mondadori, 1956
- Thomas Mann, Scritti storici e politici, Milano, Mondadori, 1957 (con altri)
- Alfred Andersch, Le ciliege della libertà, Milano, Mondadori, 1958
- Thomas Mann, Scritti minori, Milano, Mondadori, 1958 (con altri)
- Franz Kuhn, La camicia di perle: storia d'amore cinese, Milano, Il saggiatore, 1959
- Clement Greenberg; Heinrich von Kleist, Saggio su Klee; Il teatro delle marionette, Milano, Il saggiatore, 1960 (con Cesare Salmaggi)
- Franz Kafka, Descrizione di una battaglia e altri racconti, Milano, Mondadori, 1960
- Thomas Mann, Le teste scambiate, Milano, Mondadori, 1960
- Erika Mann, L'ultimo anno: resoconto su mio padre, Milano, Mondadori, 1960 (con Roberto Margotta)
- Alfred Andersch, La rossa, Milano, Mondadori, 1961
- Rudolf Hagelstange, Trastullo degli dei, Milano, Mondadori, 1961
- Werner Jaeger, La teologia dei primi pensatori greci, Firenze, La Nuova Italia, 1961
- Robert Walser, L'assistente, Torino, Einaudi, 1961
- Hermann Hesse, Il pellegrinaggio in Oriente, Milano, Mondadori, 1961; Milano, Adelphi, 1973
- Jonas Lie, Il veggente, Milano, Rizzoli, 1962
- Ernst Wiechert, Hirtennovelle, Milano, Mursia, 1962
- Ilse Aichinger, La speranza più grande, Milano, Garzanti, 1963
- Erich Maria Remarque, Il cielo non ha preferenze, Milano, Mondadori, 1963
- Franz Kafka, Epistolario, Milano, Mondadori, 1964 (con Anita Rho)
- Wilhelm Hauff, Lo sceicco d'Alessandria, Milano, Mondadori, 1964
- Erich Maria Remarque, Tre camerati, Milano, Mondadori, 1964
- Heimito von Doderer, La scalinata, Torino, Einaudi, 1965
- Lion Feuchtwanger, Jefte e sua figlia, Milano, Club degli editori, 1965
- Rudolf Haym, La scuola romantica: contributo alla storia dello spirito tedesco, Milano-Napoli, Ricciardi, 1965
- Herbert Heckmann, Beniamino e i suoi padri, Milano, Garzanti, 1965
- Thomas Mann, La montagna incantata, Milano, Mondadori, 1965
- Erich Maria Remarque, La notte di Lisbona, Milano, Mondadori, 1965
- Theodor Fontane, La serena rinuncia, Milano, Rizzoli, 1966
- Klaus Wagenbach, Kafka. Descrizione di una battaglia per l'esistenza, Milano, Il Saggiatore, 1968, 2023.
- Giuseppe Martano (a cura di), Giamblico e la Scuola di Atene, Firenze, La Nuova Italia, 1968
- Franz Kafka, Poesie. Acqueforti di Alberto Manfredi, Milano, Cerastico ed., 1968
- Joseph Roth, I cento giorni [e altri racconti: Hotel Savoy, La ribellione], Firenze, Vallecchi, 1969, 1973; Milano, Adelphi, 1994.
- Karl Jaspers, Max Weber politico scienziato, filosofo, Napoli, Morano, 1969
- L.E Boroqaki, R.B. Jachmann, E.A. Wasianski, La vita di Immanuel Kant. Narrata da tre contemporanei, Bari, Laterza, 1969
- Heinrich von Kleist, Drammi scelti e tutti i racconti, Milano, Istituto Editoriale Italiano, 1970
- Arthur Schopenhauer, Il fondamento della morale, Bari, Laterza, 1970
- Arthur Schopenhauer, La libertà del volere umano, Bari, Laterza, 1970
- Hugo von Hofmannsthal, Piccoli drammi, Milano, Rusconi, 1971
- Erich Maria Remarque, Ombre in paradiso, Milano, Mondadori, 1971
- Franz Kafka, Il processo, Milano, Mondadori, 1971
- Franz Kafka, Lettere a Felice: 1912-1917, Milano, Mondadori, 1972
- Hugo von Hofmannsthal, Narrazioni e poesie, Milano, Mondadori, 1972 (con altri)
- Karl Kerényi, Dialogo, Milano, Il Saggiatore, 1973
- Knut Hamsun, Fame, Milano, Adelphi, 1974
- Georg Trakl, Poesie, Milano, Rizzoli, 1974
- Franz Kafka, Lettere a Ottla e alla famiglia, Milano, Mondadori, 1976
- Heinrich von Kleist, Lettere alla fidanzata, Parma, Guanda, 1978
- Franz Grillparzer, Autobiografia, Parma, Guanda, 1979
- Heinrich von Kleist, Pentesilea, Parma, Guanda, 1979
- Franz Grillparzer, Il povero musicante, Milano, Mondadori, 1979
- Frank Wedekind, Lulu: lo spirito della terra; Il vaso di Pandora, Milano, Mondadori, 1980
- Victor Ehrenberg, Lo stato dei greci, Firenze, La Nuova Italia, 1980
- Heinrich von Kleist, Opere, Milano, Ugo Guanda Editore, 1980
- Theodor Fontane, Errore e passione, Milano, Rizzoli, 1982
- Heinrich von Kleist, Il principe di Homburg, Milano, Mondadori, 1983
- Arthur Schopenhauer, Aforismi sulla saggezza del vivere, Milano, Mondadori, 1987
- Curt Goetz, Tatiana, Firenze, Giunti, 1994